# Abdulelah al-Amri
Abdulelah Ali al-Amri (arabisch عبد الإله العمري, DMG ʿAbd al-Ilāh al-ʿAmrī; * 15. Januar 1997 in Ta'if) ist ein saudi-arabischer Fußballspieler.

## Karriere

### Verein
Er begann seine Karriere in der Jugend von al-Nassr FC und wechselte für die Saison 2018/19 von deren U23 leihweise zu al-Wahda. Seit der Runde 2019/20 ist er fester Teil des Kaders von al-Nassr. In der Saison 2020/21 gewann er mit seiner Mannschaft den nationalen Supercup.

### Nationalmannschaft
Mit der U20 spielte er während der Weltmeisterschaft 2017 in jedem Spiel über die volle Distanz.
Mit der U23 kam er bei der Asienmeisterschaft 2018 in allen Spielen zum Einsatz. Bei den Asienspielen 2018, spielte er ebenfalls durch. Bei der Asienmeisterschaft 2020 wurde er in zwei Gruppenspielen eingesetzt und im Finale eingewechselt.
Sein Debüt in der A-Mannschaft feierte er am 25. März 2021 bei einem 1:0-Freundschaftsspielsieg über Kuwait. Hier wurde er in der 68. Minute für Ziyad al-Sahafi eingewechselt und erzielte in der 70. Minute den 1:0-Siegtreffer nach Vorbereitung durch Mohammed al-Kuwaykibi.
Bei den Olympischen Spielen 2020 in Tokio spielte er in jeder der drei Partien der Vorrunde von Beginn an und wurde lediglich in der ersten Partie ausgewechselt.